# Hervé Duthu
Hervé Duthu, né le 5 janvier 1952 à Rouen (Seine-Inférieure), est un journaliste et écrivain français. Il est surtout connu comme journaliste dans le tennis, sport qu'il commente à la télévision à partir de 1978.

## Biographie
Après des études de philosophie, Hervé Duthu débute en 1973 comme coupeur de dépêches à la DAEC (Direction des affaires extérieures et de la coopération), l'ancêtre de Radio France internationale (RFI). C'est là qu'il prend goût au journalisme. En 1975, il quitte la radio pour entrer au service des sports d'Antenne 2, alors dirigé par Robert Chapatte. En juillet 1978, alors qu'une grève empêche la transmission de la voix de Roger Couderc, qui couvre le tournoi de Wimbledon depuis Londres, Hervé Duthu, qui est de permanence à Paris, le remplace au micro. C'est le début de sa carrière comme commentateur de tennis.
Hervé Duthu entre à TF1, nouveau propriétaire des droits du tennis, en 1981. Il y devient rédacteur en chef du service des sports et continue de commenter régulièrement les tournois des grands chelems de tennis.
Lors de la Coupe Davis 1985, pendant un match opposant l'équipe de France à celle du Paraguay, se déroulant dans une ambiance particulièrement hostile, en présence du général Stroessner, le journaliste est assommé sur le court.
Il quitte TF1 en 1989. Il fait un passage à la presse écrite, puis opère un retour sur le service public en rejoignant FR3.
En 1992, Hervé Duthu devient conseiller du secrétaire d'État à l'Enseignement technique, Jean Glavany. Il reste une année à ce poste.
Puis il entre à TV Sport, renommée par la suite Eurosport, puis sur Télé Monte-Carlo (TMC) où il est nommé rédacteur en chef et crée l'émission Lundi soir, qui consiste à faire se rencontrer un homme politique et un sportif. Lorsque TF1 acquiert Eurosport en 2001, Hervé Duthu quitte le groupe télévisuel.
Il reste tout de même commentateur régulier jusqu'à l'Open d'Australie 2007, où il commente son dernier tournoi en compagnie de plusieurs amis comme Jean-Paul Loth ou Yannick Noah.

## Publications
- Vagabondages, no 13, novembre 1979
- Enterre mon cœur à Bali, Sens et Tonka, 2003  (ISBN 978-2845340756)